# Starý kopec
Starý kopec, v minulosti německy Altenberg, je kopec s nadmořskou výškou 830 m, který leží na území Starého Města v okrese Šumperk. Geograficky patří do jižní části pohoří Rychlebské hory v Jesenické oblasti v Olomouckém kraji a na Moravě.

## Další informace
V minulosti na jižních svazích kopce byla vesnice Starý Kopec (Altenberg) v jejímž okolí lze nalézt pozůstalé kamenné kříže a výklenkovou kapličku. Přes kopec a jeho svahy vedou turistické trasy ze Starého Města, přes turistický rozcestník Pod Starým kopcem až na turisticky atraktivní kopec Větrov s Dalimilovou rozhlednou a dále k turistickému rozcestníku Větrov - sedlo. Pod východními a jižními svahy kopce teče Vrbenský potok (přítok řeky Krupá) a pod západními svahy teče Andělský potok (přítok Vrbenského poroka). Vodstvo kopce patří do povodí řeky Morava. Svahy kopce jsou převážně pokryty loukami a pastvinami a kopec je celoročně volně přístupný.

## Galerie

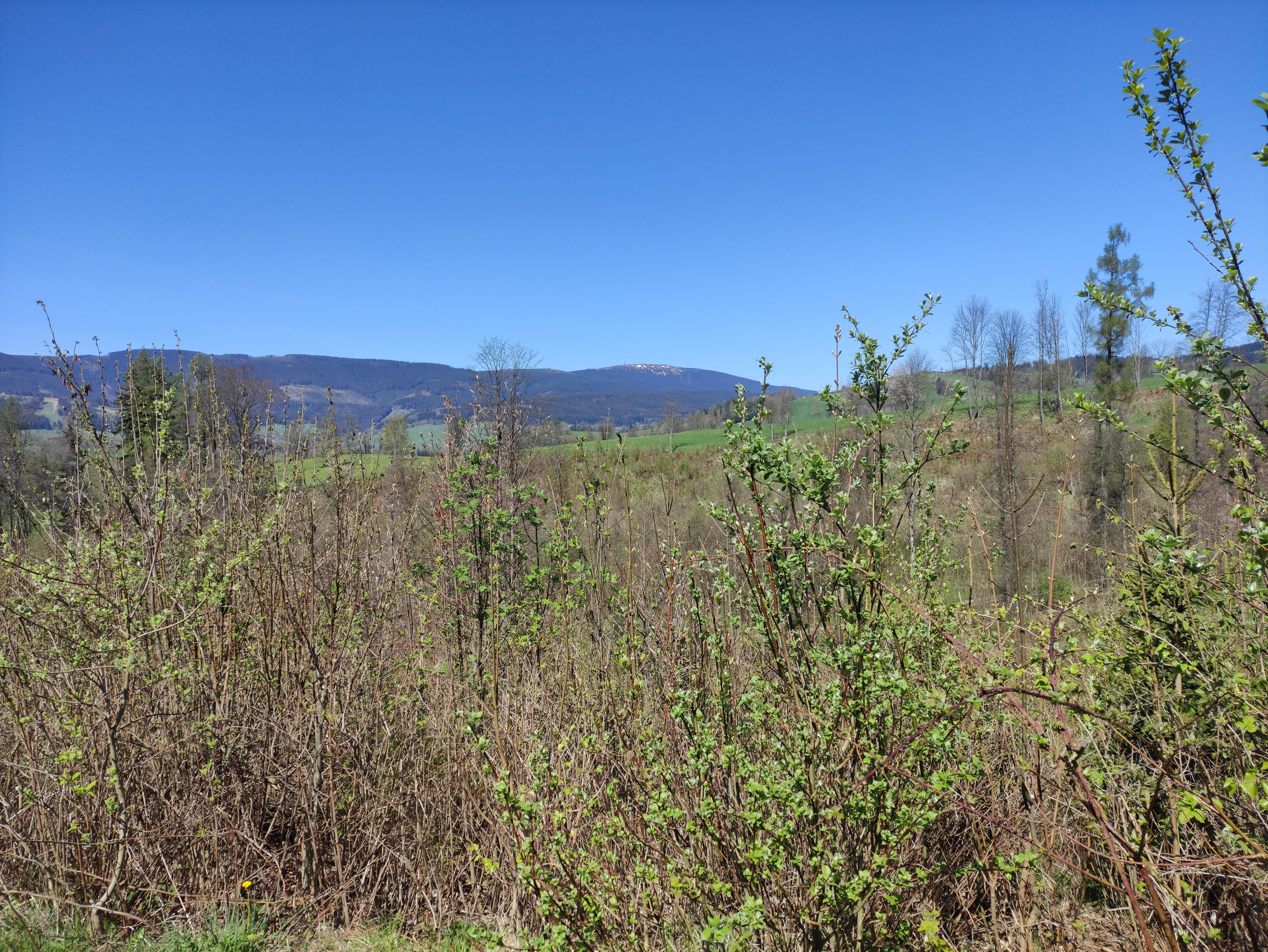
Výhled na Králický Sněžník ze svahů Starého kopce
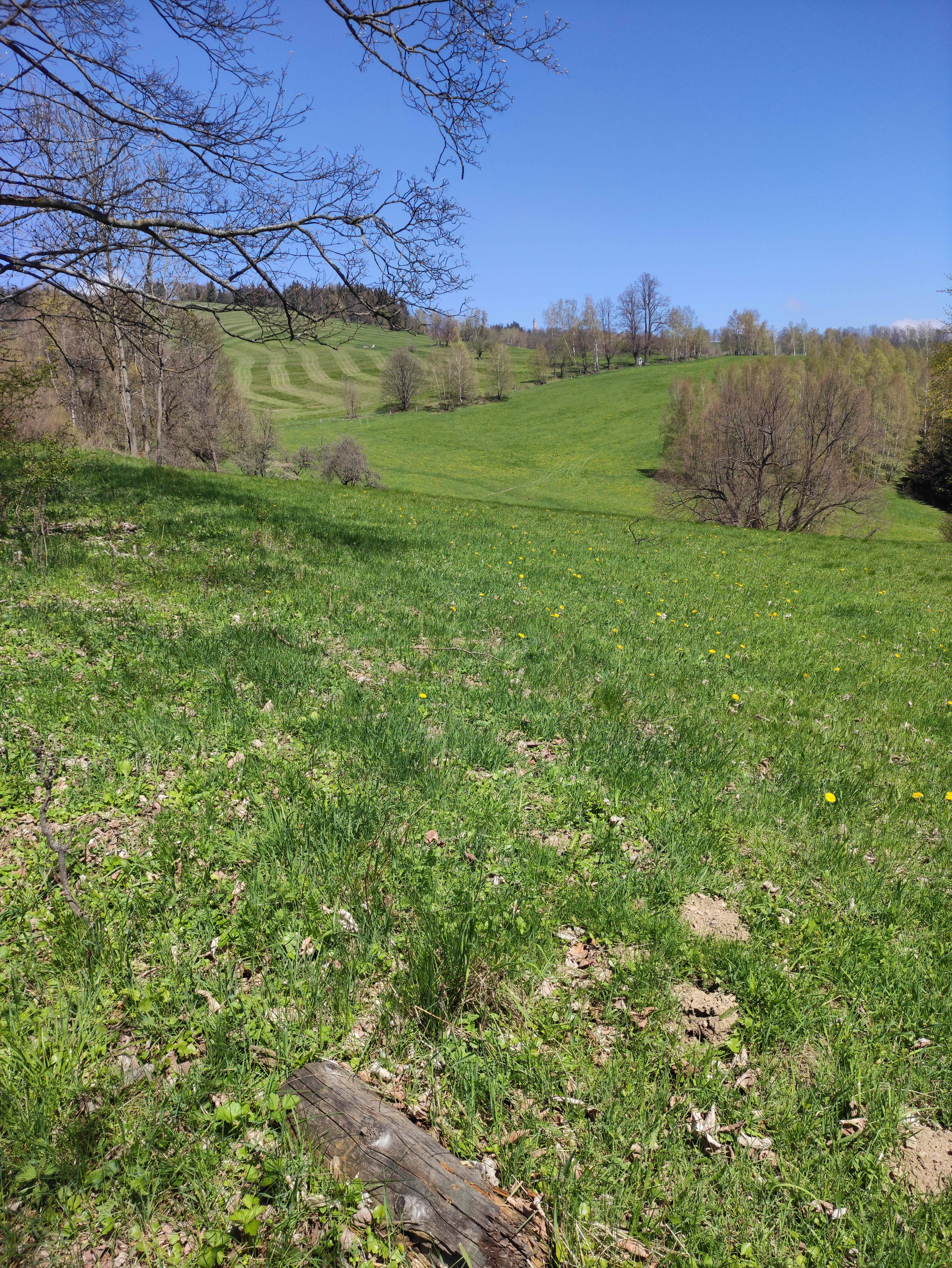
Starý kopec a v pozadí Dalimilova rozhledna
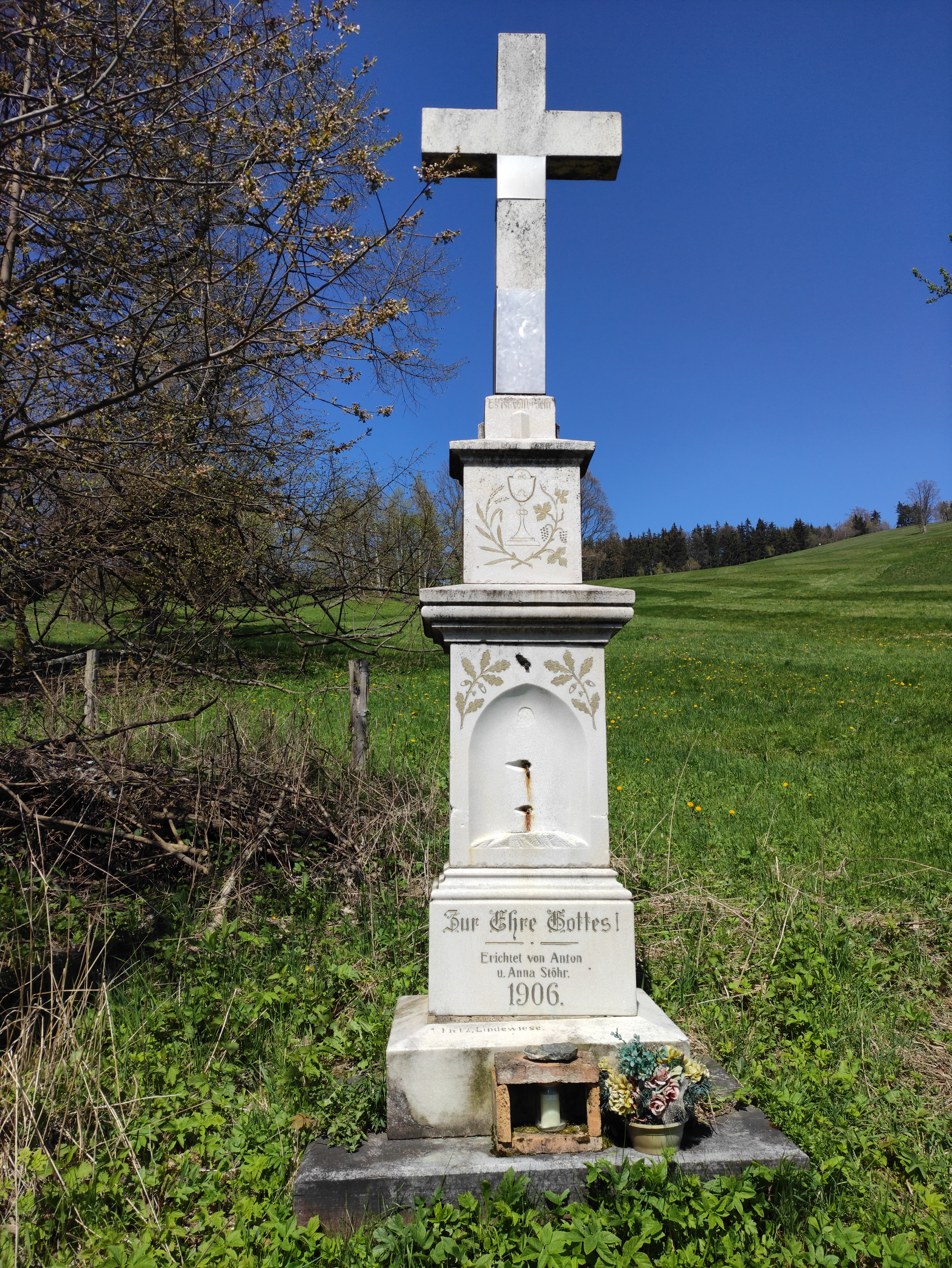
Kříž s německými nápisy ve svahu kopce
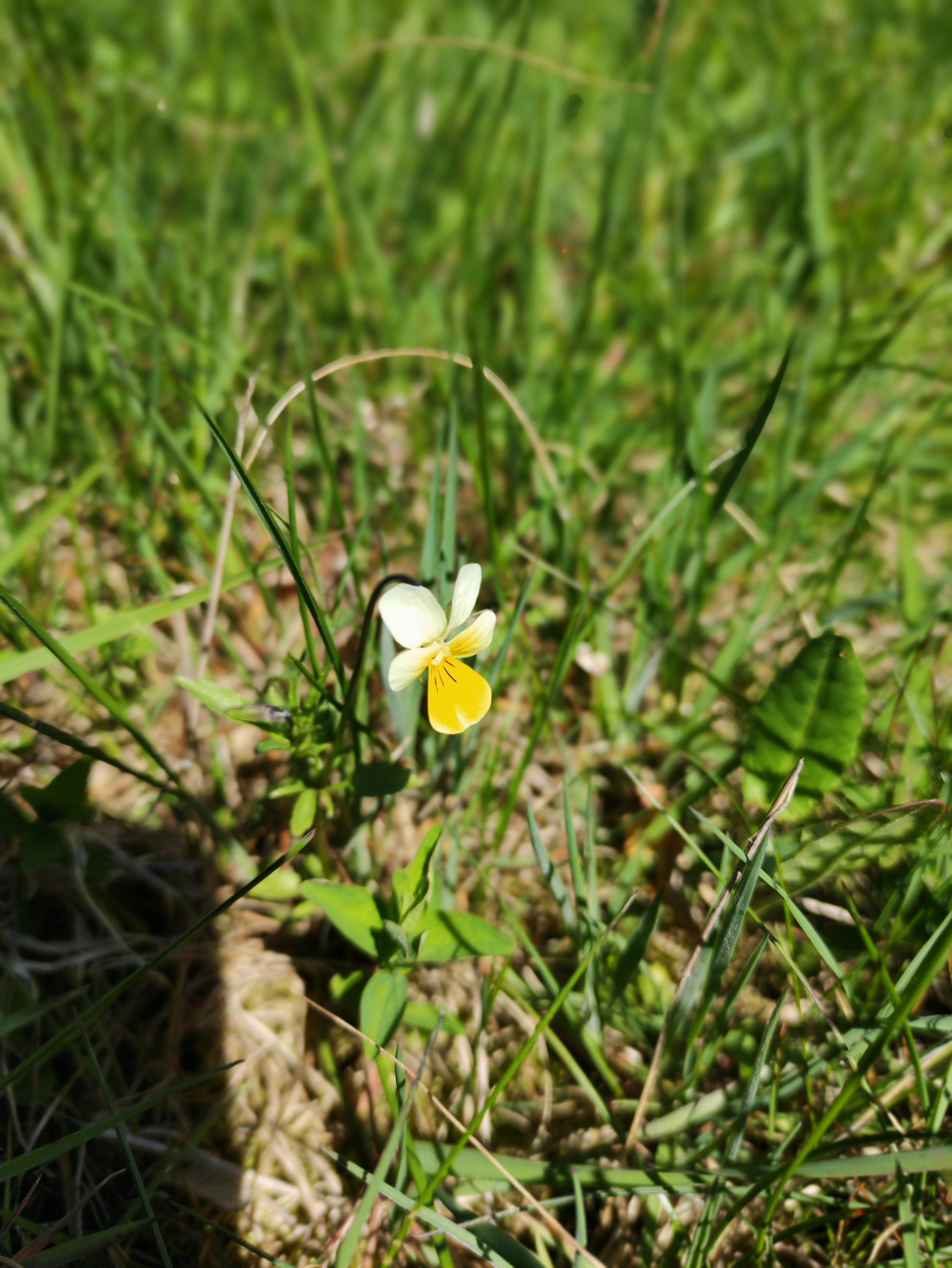
Violka dvoukvětá (Viola biflora)
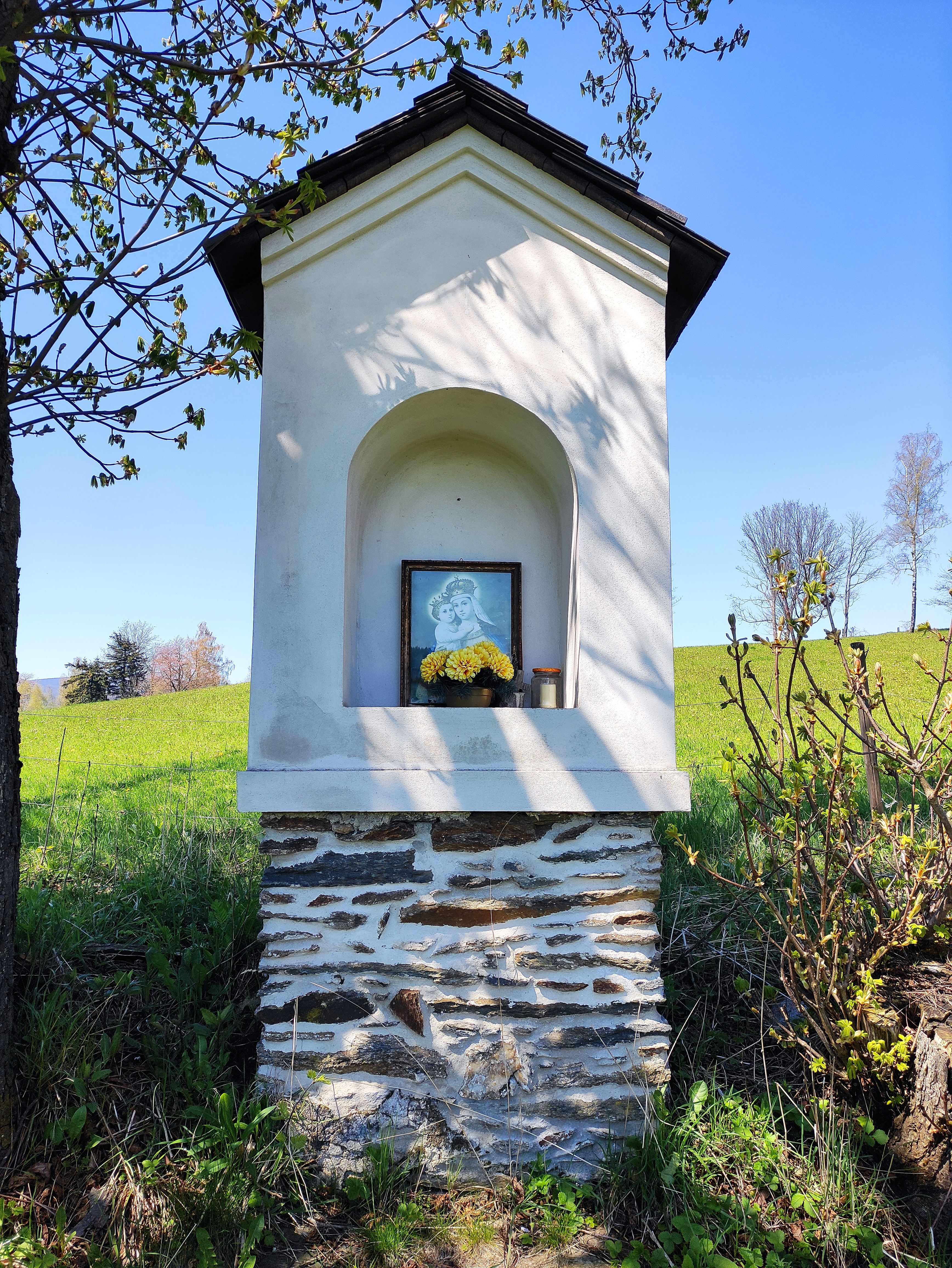
Výklenková kaplička ve svahu kopce